# Haploparmena
Haploparmena is een kevergeslacht uit de familie van de boktorren (Cerambycidae). De wetenschappelijke naam van het geslacht werd voor het eerst geldig gepubliceerd in 1913 door Aurivillius.

## Soorten
Haploparmena omvat de volgende soorten:
- Haploparmena angolana Aurivillius, 1913
- Haploparmena marmorata Breuning, 1940